# Matjama
Koordinaten: 58° 31′ N, 26° 56′ O
Matjama ist ein Dorf (estnisch küla) in der estnischen Landgemeinde Peipsiääre (bis 2017 Vara) im Kreis Tartu. Es hat 49 Einwohner (Stand 2009).

## Lage und Geschichte
Matjama entwickelte sich als Straßendorf auf beiden Seiten der Landstraße. Zwischen Wald und Moor fügt sich der Ort auf einer landwirtschaftlich nutzbaren Moränenlandschaft in die Natur ein.
1883 wurde die Dorfbibliothek von Matjama gegründet, eine der ältesten in der Umgebung von Tartu.
In Matjama wurde der estnischen Theologe und Orientalist Arthur Võõbus (1909–1988) geboren.

## Birgittenkirche
Die schmale Steinkirche in Matjama wurde im Jahr 1855 errichtet. Ihr ist ein Glockenturm aus Holz aufgesetzt. Die älteste der drei Glocken wurde 1736 in Stockholm gegossen.
Die Kirche wurde an Stelle eines Vorgängerbaus aus Holz erbaut. Das der Heiligen Birgitta geweihte Gotteshaus, dessen erste urkundliche Angaben aus dem 17. Jahrhundert stammen, war zuvor abgebrannt.
Eine 1925 eingeweihte Tafel erinnert an die Gefallenen des Estnischen Freiheitskriegs (1918–1920).
Bei der Kirche befindet sich der alte Friedhof des Dorfes. Die letzte Bestattung fand im 18. Jahrhundert statt. Im Friedhof wächst eine 24 m hohe Eiche.